# Огарковы (деревня)
 Огарковы  — опустевшая деревня в Шабалинском районе Кировской области. Входит в состав Ленинского городского поселения.

## География
Расположена на расстоянии примерно 8 км по прямой на восток-юго-восток от райцентра поселка Ленинское.

## История
Была известна с 1873 года как починок Огарковской или Маслаки, где дворов 16 и жителей 143, в 1905 (починок при речке Боярке или Огарковы) 24 и 194, в 1926 (деревня Огарковы или при речке Боярке) 38 и 208, в 1950 (Огарковы) 21 и 63, в 1989 оставалось 2 жителя.

## Население
Постоянное население не было учтено как в 2002 году, так и в 2010.